# Eugen Rosenstock-Huessy
Eugen Rosenstock-Huessy, nascido Eugen Rosenstock (Berlin, 6 de julho de 1888 - Vermont, 24 de fevereiro de 1973), foi um foi historiador e filósofo social alemão cujo estudo se estendeu para os campos da história, teologia, sociologia e linguística. 
Em seus livros, Rosenstock-Huessy discutiu a fala e a linguagem como os modeladores dominantes do caráter e das habilidades humanas em todos os contextos sociais. Ele é visto como pertencente a um grupo de pensadores que reviveram o pensamento religioso num contexto pós-nietzschiano.

## Biografia
Eugen Friedrich Moritz Rosenstock Nasceu em Berlim, Alemanha, em 6 de julho de 1888, filho de Theodor e Paula Rosenstock. Seu pai era um homem erudito, banqueiro e membro da Bolsa de Valores de Berlim. Ele era o único filho entre sete crianças sobreviventes.
Rosenstock-Huessy serviu como oficial no exército alemão durante a Primeira Guerra Mundial. Sua experiência o levou a reexaminar os fundamentos da cultura liberal ocidental. Ele então seguiu uma carreira acadêmica na Alemanha como um especialista em direito medieval, que foi interrompida pela ascensão do nazismo. Em 1933, depois que Adolf Hitler se tornou Chanceler da Alemanha, emigrou para os Estados Unidos, onde iniciou uma nova carreira acadêmica, inicialmente na Universidade de Harvard e depois no Dartmouth College, onde lecionou de 1935 a 1957.
Seu trabalho atraiu a atenção de W. H. Auden, Harold J. Berman, Lewis Mumford, dentre outros. Rosenstock-Huessy é mais conhecido como amigo próximo e correspondente de Franz Rosenzweig. As trocas de cartas entre Rosenzweig e Rosenstock-Huessy é considerada por estudiosos de religião e teologia como indispensável no estudo do encontro moderno dos judeus com o cristianismo.

## Recepção
Numerosos livros de Rosenstock-Huessy foram relançados após a Segunda Guerra Mundial, um "comprometido círculo de amigos e seguidores vem apresentando, desde 1950, estudos sobre a vida e obra de Rosenstock-Huessy [...] Por outro lado, o nome de Rosenstock-Huessy não é conhecido por um público mais amplo, seus escritos raramente são lidos. [...] A séria preocupação acadêmica com o idiossincrático, infelizmente muito errático, mas imaginativo autor, ainda está engatinhando."
Em 2017, o primeiro volume de Soziologie, reconhecidamente seu trabalho mais importante, foi traduzido para o inglês. Nela, segundo seu tradutor, “Rosenstock explora a interação entre o tempo e os espaços que governam a vida humana, de liberdade, sofrimento e o poder da palavra, para fornecer uma visão astuta e alternativa da realidade social.”

## Obra
- Rosenstock-Huessy, Eugen (1935), «The Predicament of History», Journal of Philosophy, Inc., Journal of Philosophy, 32 (4): 93–100, JSTOR 2016606, doi:10.2307/2016606, consultado em 13 de novembro de 2007, cópia arquivada em 30 de novembro de 2007.
- Rosenstock-Huessy, Eugen; Rosenzweig, Franz (2011) [1935], Judaism Despite Christianity: The Wartime Correspondence Between Eugen Rosenstock-Huessy and Franz Rosenzweig, ISBN 978-0-226-72801-8, Chicago: University of Chicago Press.
- Rosenstock-Huessy, Eugen (1975), Magna Carta Latina, Pittsburgh: The Pickwick Press.
- Rosenstock-Huessy, Eugen (1973), Multiformity of Man, ISBN 0-912148-06-3, Norwich, Vermont: Argo Books, cópia arquivada em 26 de dezembro de 2007.
- Rosenstock-Huessy, Eugen (1978), The Fruit of Lips, or, Why Four Gospels?, Pittsburgh: The Pickwick Press, consultado em 13 de novembro de 2007, cópia arquivada em 30 de novembro de 2007.
- Rosenstock-Huessy, Eugen; translation: Mark Huessy and Freya von Moltke (1978), Planetary Service. A Way into the Third Millennium, Norwich, Vermont: Argo Books, consultado em 13 de novembro de 2007, cópia arquivada em 30 de novembro de 2007.
- Rosenstock-Huessy, Eugen (1981), The Origin of Speech, ISBN 0-912148-13-6, Norwich, Vermont: Argo Books, cópia arquivada em 26 de dezembro de 2007.
- Rosenstock-Huessy, Eugen; Translation: Mark Huessy and Freya von Moltke (1988), Practical Knowledge of the Soul, Norwich, Vermont: Argo Books, consultado em 13 de novembro de 2007, cópia arquivada em 30 de novembro de 2007.
- Rosenstock-Huessy, Eugen (1993), Out of Revolution: Autobiography of Western Man, ISBN 0-912148-05-5 2 ed. , Providence and Oxford: Berg Publishers, Inc., cópia arquivada em 26 de dezembro de 2007.